# Tombi! 2: Contra los cerdiablos
Tombi! 2: Contra los cerdiablos, también conocido en inglés como Tomba! 2: The Evil Swine Return en région NTSC, simplemente Tombi! 2 en la región PAL (europea) o トンバ! ザ・ワイルドアドベンチャー (Tomba: The Wild Adventures) en Japón), es un videojuego de acción y aventuras de plataformas, desarrollado por Whoopee Camp y publicado por Sony Computer Entertainment para la videoconsola PlayStation. Salió a la venta en el año 1999 para Japón y Norteamérica, y en el año 2000 para la región PAL. El juego es una secuela de Tombi! y está ambientado en un continente diferente, donde Tombi busca a su novia secuestrada mientras completa eventos y captura a un nuevo grupo de Cerdiablos junto a su nuevo compañero, Zippo.
La versión japonesa fue lanzada en la PlayStation Network japonesa el 28 de septiembre de 2011 por ¥600. La versión europea salió a la venta el 21 de noviembre de 2012 por 7,99€. La versión norteamericana fue anunciada como parte del Retro Rush Lineup de MonkeyPaw Games y fue lanzada el 18 de febrero de 2014 por 5,99 dólares. Sin embargo, debido a problemas técnicos, el juego está en forma de importación japonesa.

## Historia
Tombi y Charles reciben una carta de la novia de Tombi, Tabby. La carta dice que Tabby ha desaparecido sin dejar rastro. Tombi y Charles se lanzan al mar para comenzar a buscarla. Al cabo de un rato, un pescador pesca y saca a Tombi del mar, llegando así al Pueblo de los Pescadores junto con Zippo. Con la ayuda de Zippo, Tombi empieza a buscar pistas sobre el paradero de Tabby y pone rumbo a su ciudad natal, la Ciudad Minera.
Cuando Tombi y Zippo llegan a la Ciudad Minera, descubren que Tabby ha sido secuestrada por los Cerdiablos al negarse a entregar un colgante que Tombi le regaló. Tombi y Zappi emprenderan su viaje a través de los diferentes continentes malditos, los cuales restauraran con la ayuda de las bolsas cerdiablo y los diferentes personajes que irán apareciendo durante la aventura.

## Trama
Tombi está recogiendo frutas con Charles, cuando de repente un pájaro se asusta. Ve que un Cerdo Koma y un Cerdo Volador se están divirtiendo con los huevos del pájaro, usándolos como pelotas de golf. Tombi acude rápidamente al rescate. Atrapa uno de los huevos para que no se rompa, después carga contra el Cerdo Volador y éste le responde agresivamente. Cuando Tombi está a punto de golpear al cerdo, éste evade a Tombi, lo que hace que éste golpee al Cerdo Koma que está detrás de él. El conflicto se resuelve después de esto. Charles nota que una carta brillante cae del cielo. Sorprendido, se lo cuenta a Tombi y ven cómo la carta vuela hasta el buzón de Tombi. Charles y Tombi se apresuran a ver la carta y la abren. Para su sorpresa, sale un bicho parlante llamado Zippo. La carta está dirigida a Tombi y dice que la novia de Tombi, Tabby, ha desaparecido. Decidido a traer de vuelta a Tabby, Tombi salta temerariamente al mar, seguido por Charles. Sin embargo, Zippo está visiblemente en desacuerdo con la acción. Presumiblemente arrastrados por las olas del mar, Tombi y Charles se separan. Tombi llega al Pueblo de los Pescadores donde un pescador lo pesca. El pescador regaña a Tombi preguntándole qué hace en el agua y diciéndole que está asustando a los peces. Entonces Zippo sale de Tombi. Zippo nota un olor a quemado y le pregunta a Tombi sobre ello. Zippo vuela para explorar la zona y encuentra una casa en llamas. Cuando regresa de explorar la zona, los grifos estallan. Zippo le cuenta a Tombi sobre la casa en llamas y le dice que deben hacer algo para evitar que la casa se queme. Tombi está de acuerdo. Zippo le da a Tombi un Diario de Aventuras para que anote sus aventuras ya que están en un lugar totalmente desconocido. Además, le recuerda a Tombi su "Huida animal", una habilidad que le permite tanto desplazarse más rápido como saltar más alto. Cuando llegan a la casa, descubren que lo que hay dentro de la casa en llamas es un valioso Cangrejo de Oro. Tombi y Zippo conocen a un anciano llamado Kainen, que era quien pedía auxilio por la casa en llamas. 
Desde allí se dirigen a la ciudad minera del carbón, donde se encuentran la casa de Tabby, pero descubren que ella no está disponible. Gran, un habitante de la Ciudad Minera, menciona haber visto a Tabby viajar al rancho Kujara en tranvía, pero el tranvía que utilizó para viajar hasta allí regresa vacío. Un trabajador del tranvía, presa del pánico, le revela que los Cerdiablos secuestraron a Tabby cuando intentaba proteger un colgante que le había regalado Tombi. Gran le explica a Tombi y Zippo que los Cerdiablos han maldecido todo el continente y les entrega una Bolsa Cerdiablo roja, capaz de capturar al Cerdiablo de las Llamas que ha hechizado la Ciudad Minera.
Tombi se aventura por todo el continente reuniendo el resto de las Bolsas Cerdiablo. Para deshacer la maldición de la Ciudad Minera, captura al Cerdiablo de las Llamas; para deshacer la maldición de la nieve del Rancho Kujara, captura al Cerdiablo de los Hielos; para deshacer la maldición de la oscuridad del Bosque Donglin, captura al Cerdiablo de los Fantasmas; para deshacer la maldición de la Ciudad del Circo (que ha convertido a sus ciudadanos en cerdos), captura al Cerdiablo de la Tierra; y para curar la incesante lluvia del Templo del Agua, captura al Cerdiablo del Agua. Cuando todos los Cerdiablos son capturados, su líder, el Último Cerdiablo, se revela a Tombi y le tienta para que encuentre su guarida. Tombi y Zippo localizan al Último Cerdiablo en una zona subterránea bajo la Ciudad Minera, donde el Último Cerdiablo congela el tiempo en un último esfuerzo por detener a Tombi. La batalla final contra el Último Cerdiablo termina con su captura, pero promete su eventual regreso. Tombi y Zippo encuentran a Tabby en la guarida del Último Cerdiablo y escapan de la zona, la cual se derrumba mientras están a lomos de Baron, el perro de Tombi. Tras un festín en la casa de Tabby, aparece Kainen y le regala a Tombi un esmoquin para que lo use como recompensa por ir a todas las aventuras posibles. Tombi tiene permiso para pilotar el nuevo barco del dueño del molino local para volver a casa. Sin embargo, Tombi sufre un accidente en el viaje inaugural del barco.

## Videojuego
La jugabilidad es prácticamente idéntica a la de su predecesor, pero en vez de limitarse a pasar entre los planos como en el primer juego, en este se aprovechan las tres dimensiones para crear escenarios más amplios o con más posibilidades. El juego cuenta con personajes renderizados en polígonos (3D), a diferencia de su predecesor, en el que los personajes son sprites en dos dimensiones.
Es un juego de acción, aventura y plataformas de desplazamiento lateral en el que el jugador controla a Tombi, el protagonista. El juego se muestra en una perspectiva tridimensional completa en la que el movimiento se realiza en caminos lineales predeterminados. Cada vez que Tombi llega a un punto en el que los caminos adicionales se cruzan con el actual, aparece un conjunto de flechas parpadeantes sobre su cabeza. En ese momento, Tombi puede moverse en cualquier dirección que señalen las flechas. Algunas zonas del juego permiten al jugador explorarlas en una vista descendente, lo que permite a Tombi moverse libremente.
Además de poder saltar, Tombi puede atacar a sus enemigos saltando sobre su espalda, mordiéndolos y lanzándolos hacia cualquier dirección. Tombi puede aumentar la variedad de sus ataques obteniendo diferentes armas durante la aventura, tales como ganchos, bumeranes y mazos. A lo largo del juego se pueden obtener diferentes trajes que pueden aumentar las habilidades de Tombi o protegerlo. Por ejemplo, el traje de ardilla voladora permite a Tombi planear largas distancias, mientras que el traje de cerdo permite a Tombi comunicarse con las personas transformadas en cerdo debido a la maldición. Se pueden utilizar plumas mágicas repartidas por el juego para transportar instantáneamente a Tombi a cualquier zona que haya visitado previamente.
El progreso en el juego se basa en la realización de un gran número de "eventos", que se inician cuando Tombi interactúa con un personaje o elemento del entorno, recibiendo así una tarea que debe realizar o un obstáculo que debe superar. Dichos eventos pueden consistir en encontrar un objeto perdido, rescatar a un personaje o despejar algún obstáculo en el camino. Al completar un evento, el jugador es recompensado con una cantidad de "Puntos de Aventura", que pueden ser utilizados para avanzar hacia una nueva área y desbloquear cofres marcados específicamente. El juego cuenta con un sistema de inventario que recopila el conjunto de eventos dados para su revisión, así como una colección de los objetos que se han obtenido.

## Eventos
Los eventos son una de las principales mecánicas del juego, así como en su predecesor. Hay un total de 137 eventos para completar en este juego; sin embargo, cuatro de ellos sólo se pueden desbloquear si el jugador tiene un archivo de guardado del primer juego en la misma tarjeta de memoria que Tombi! 2: Contra los cerdiablos.
Hay dos tipos de eventos: Eventos primarios y eventos secundarios. Los eventos primarios se completan automáticamente durante la progresión del juego, mientras que los eventos secundarios son opcionales y no es necesario completarlos para completar el juego.

## Curiosidades
- Hay diferencias entre las versiones regionales.

- La versión NA cuenta con una actuación de voz completa.

- La versión PAL/EU tiene opción multilingüe, pero carece de actuación de voz en muchos diálogos en inglés.
- La versión japonesa tiene un tema musical de apertura extendido y diferente, además de una banda sonora totalmente distinta.
- A diferencia de Tombi!, sólo tienes una vida. Una vez que pierdes toda tu salud, se acaba el juego, pero cuando eso ocurre puedes guardar, cargar o reiniciar desde tu punto de control anterior.
- Independientemente de la región, Tabby aparece en el juego como su amiga de la infancia, pero en el manual de instrucciones y la caja aparece como su novia.

- Datos: Q13479278